# En concert (album de Serge Lama)
Pour les articles homonymes, voir En concert.
Albums de Serge Lama
Je t'aime À la vie, à l'amour
En concert est un album live de Serge Lama enregistré en 1987 au Casino de Paris. Le disque sort en en 1988.

## Autour de l'album
Références édition originale :
- double 33 tours Philips 1742671[1]
- CD Philips 930032[2]

## Titres
L'ensemble des textes est de Serge Lama (sauf indications et/ou précisions supplémentaires).
| 1.  | Le Chanteur                     |                 | Alice Dona        | 2:55 |
| 2.  | Le Quinze juillet à cinq heures |                 | Yves Gilbert      | 2:39 |
| 3.  | D'aventures en aventures        |                 | Yves Gilbert      | 2:39 |
| 4.  | J'm'ennuie                      |                 | Yves Gilbert      | 2:48 |
| 5.  | Pas vraimambeau                 |                 | Michel Guillaume  | 4:11 |
| 6.  | Esmeralda                       |                 | Jean-Claude Petit | 4:00 |
| 7.  | On devient un émigrant          |                 | Tony Stefanidis   | 3:42 |
| 8.  | Les Marie-France                |                 | Tony Stefanidis   | 3:22 |
| 9.  | Tu seras un homme               | Rudyard Kipling | Mat Camison       | 3:00 |
| 10. | L'Enfant d'un autre             |                 | Alice Dona        | 2:55 |

| 1.  | Seul avec ma cigarette (le porte briquet) |                | Roger Loubet    | 3:28 |
| 2.  | Fou d'une sa.... (Salome)                 |                | Jean Schultheis | 3:47 |
| 3.  | Je t'aime                                 |                | Yves Gilbert    | 3:47 |
| 4.  | Le Roi boiteux                            | Gustave Nadaud | Yves Gilbert    | 3:42 |
| 5.  | La chanteuse a vingt ans                  |                | Alice Dona      | 3:09 |
| 6.  | La Nostalgie des harens                   |                | Yves Gilbert    | 2:31 |
| 7.  | L'Esclave                                 |                | Yves Gilbert    | 4:01 |
| 8.  | Je suis malade                            |                | Alice Dona      | 4:12 |
| 9.  | La Mode papa                              |                | Tony Stefanidis | 3:23 |
| 10. | La Vie simple et tranquille               |                | Yves Gilbert    | 317  |